# Horca de doble mango

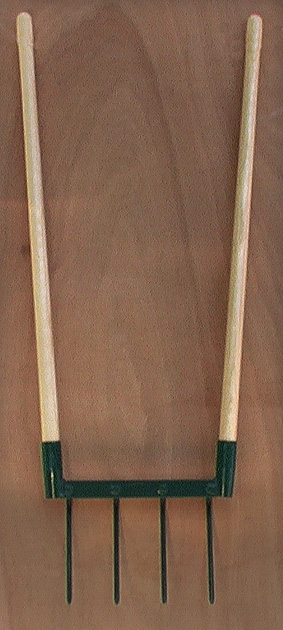
Horca de doble mango

La horca aireadora de doble mango, azada biológica o grelinette es una herramienta de jardín inventada por André Grelin cuya patente fue presentada en 1963. Esta invención hace posible aflojar el suelo sin darle la vuelta, a diferencia de un palote, preservando así el ecosistema del suelo. Esto la convierte en una herramienta privilegiada en la agricultura orgánica, especialmente en la biomicroificación de la microagricultura . Basado en el principio de la palanca, esta herramienta permite un trabajo eficiente y rápido con un mínimo esfuerzo.  

## Interés de esta herramienta
La horca aireadora es una azada/horca con dos mango laterales. Se planta la horca en la tierra y se báscula hacia abajo los dos mangos simultáneamente, dejando pasar ambos mangos a lado del cuerpo del jardinero hasta que sus brazos estén completamente extendidos. Esto produce el desgarro y el levantamiento de tierra, sobre un ancho de unos 50 cm. Luego se retrocede de un paso para repetir el mismo movimiento, y así sucesivamente, hacia atrás. El trabajo de aflojamiento de la tierra permite ser, así mucho más rápido y con menos esfuerzo que con un palote.
La forma de trabajar la tierra con este herramienta, permite airear el suelo hasta la profundidad alcanzada por los dientes. La horca aireadora permite evitar, como lo hace el palote clásico o la moto azada, remover y mezclar lo menos posible las diferentes capas del suelo. El aire que penetra en la tierra permite la vida y el desarrollo de todos los pequeños organismos y hongos necesario a la fertilidad del suelo y el desarrollo del humus.

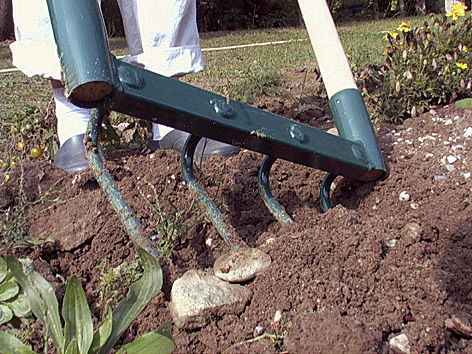
Horca de dos mango o grelinette en acción